# لیس هونشر
لیس هونشر (اوکراینی: Олесь Терентійович Гончар؛ ۳ آوریل ۱۹۱۸ – ۱۲ دسامبر ۱۹۹۵) آکادمیسین، نثر، کنشگری اهل اتحاد جماهیر شوروی سوسیالیستی بود. وی بین سال‌های ۱۹۳۸ تا ۱۹۹۵ میلادی فعالیت می‌کرد.
وی همچنین برندهٔ جوایزی همچون نشان پرچم سرخ کار، نشان لنین، جایزه ملی شوچنکو، نشان انقلاب اکتبر، جایزه لنین، جایزه دولتی اتحاد شوروی، مدال «برای دفاع از کی‌یف»، مدال تسخیر برلین، و قهرمان کار سوسیالیست شده‌است.